# Forbant (fill de Làpites)
Forbant (en grec antic Φόρβας, genitiu Φόρβαντος) segons la mitologia grega, va ser un heroi grec, fill de Làpites i d'Arsínome. De vegades passa per ser fill de Tríopas, un fill de Làpites, que en la genealogia precedent es considera el seu germà.
Natural de Tessàlia, emigrà a Olen, on el va acollir Alèctor i esdevingué el seu aliat en contra de Pèlops. Per recompensar els seus serveis, Alèctor el nomenà corregent i el casà amb la seua germana Hirmina, mentre ell es casava amb Diogènia, filla de Forbant.
Ovidi l'esmenta a les Metamorfosis, qualificant-lo de sacríleg, per barrar el pas cap a Delfos a Ceix, quan anava al temple d'Apol·lo.